# Necydalis
Genre
Necydalis est un genre d'insectes coléoptères de la famille des Cerambycidae.

## Espèces rencontrées en Europe
- Necydalis major Linnaeus, 1758
- Necydalis ulmi Chevrolat, 1838

## Autres espèces
- Necydalis acutipennis Van Dyke, 1923
- Necydalis barbarae Rivers, 1890
- Necydalis cavipennis LeConte, 1873
- Necydalis diversicollis Schaeffer, 1932
- Necydalis laevicollis LeConte, 1869
- Necydalis mellita (Say, 1835)
- Necydalis rudei Linsley and Chemsak, 1972